# Ligne (Adelsgeschlecht)

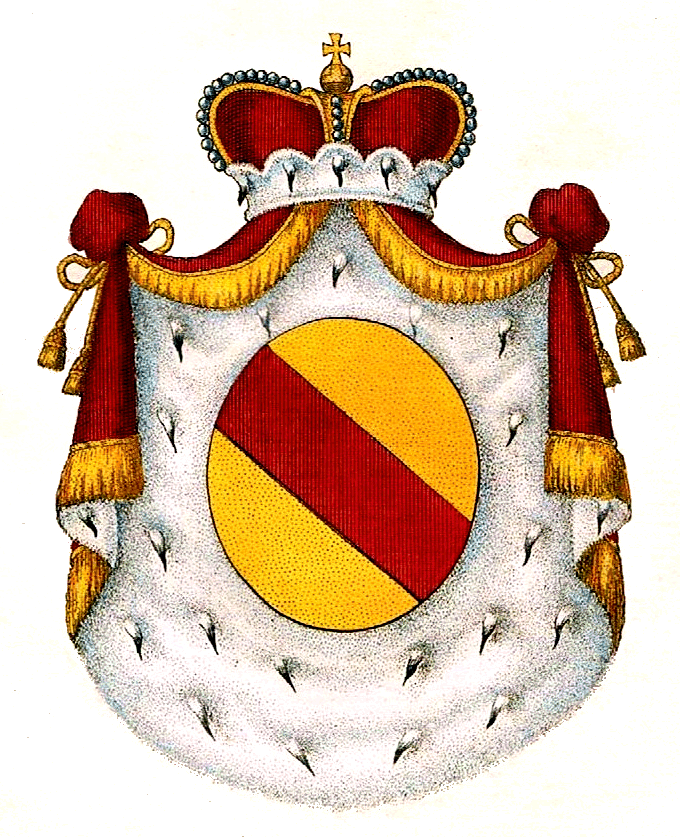
Wappen der Fürsten von Ligne

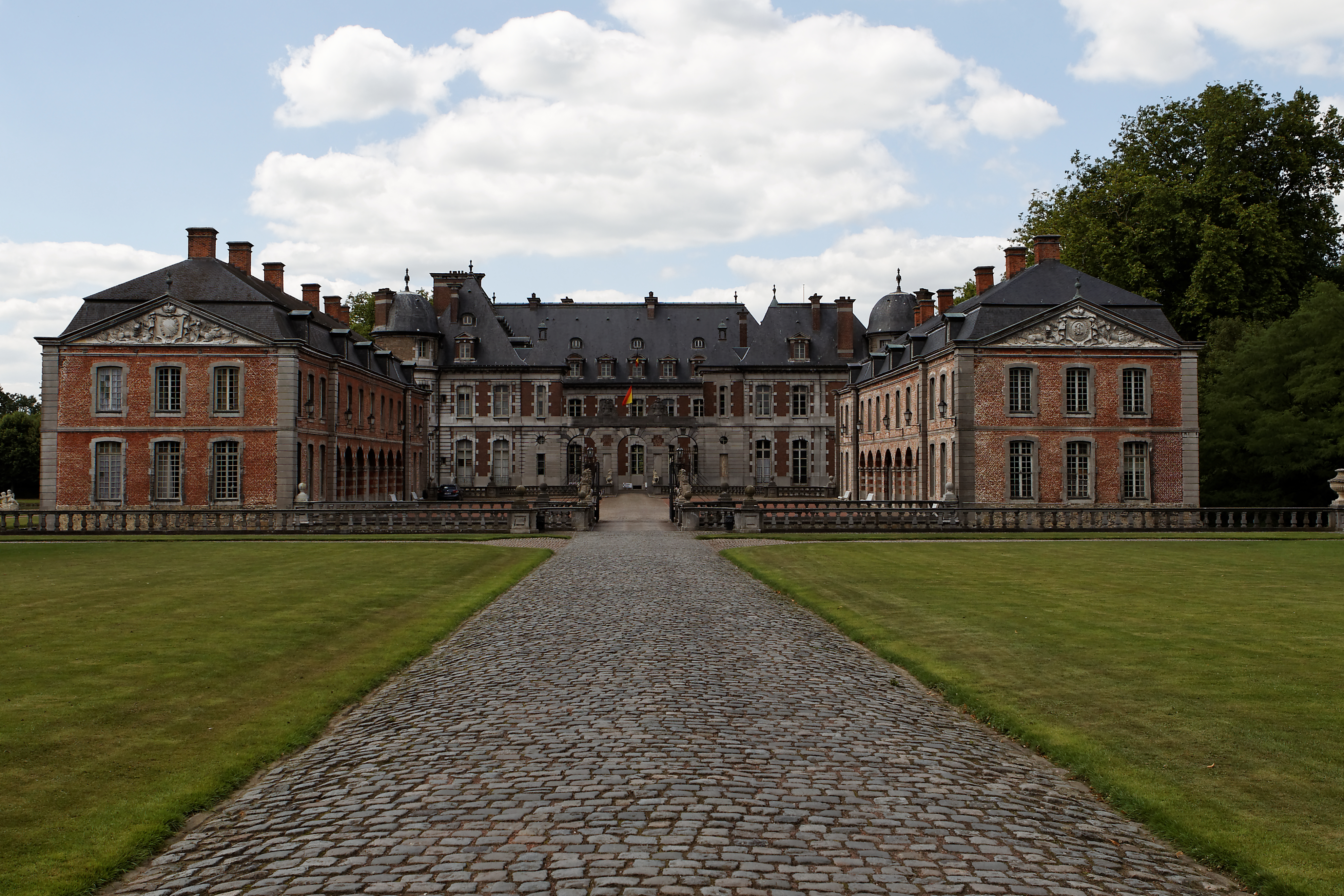
Schloss Belœil, Hennegau; Residenz der Fürsten Ligne

Das Haus (de) Ligne ist ein uradeliges Hochadelsgeschlecht aus Belgien.

## Geschichte
Die Ursprünge liegen im 11. Jahrhundert, als die lokalen Herren den Namen ihres Gebietes Ligne angenommen haben. Dazu gehörte seit 1394 die Herrschaft Belœil. Die Herren von Ligne waren Gefolgsleute der Grafen von Hennegau und waren bei diversen Kreuzzügen zugegen. Ein Gautier de Ligne und ein Flastre de Ligne kämpften 1214 in der Schlacht bei Bouvines gegen den französischen König und mussten sich anschließend aus der Gefangenschaft freikaufen. Im 12. Jahrhundert wurden sie zu Baronen erhoben. Weitere Erhebungen erfolgten im 16. Jahrhundert zu Grafen von Fauquemberg sowie Fürsten von Épinoy.
Die Lehns- und Landesherren der Familie Ligne wechselten mehrfach. Die Grafschaft Hennegau (in der die Herrschaft Belœil lag) fiel 1345 an das Haus Wittelsbach, 1433 an das Haus Burgund und mit der burgundischen Erbschaft 1477 an das Haus Habsburg, bei welchem sie von 1556 bis 1713 als Teil der Spanischen Niederlande und dann bis zur Französischen Revolution als Teil der Österreichischen Niederlande verblieb.
Im Jahre 1543 wurde Jacob de Ligne, der Gesandter von Karl V. beim Papst war, in den Reichsgrafenstand erhoben. Durch seine Ehefrau Marie kamen die Herrschaften Wassenaer, Land von Valkenburg und Vorburg an das Haus Ligne.
Nach dem Aussterben der Grafen von Arenberg (aus dem Haus der Grafen zur Mark) begründete Johann von Ligne 1547 aufgrund seiner Ehe mit Margaretha von der Marck-Arenberg das sogenannte Dritte Haus Arenberg (das zweite hatte nach Aussterben der ursprünglichen Arenberger das Haus Mark gestellt). Er übernahm damit die Regierung in einem reichsunmittelbaren Territorium des Heiligen Römischen Reichs und nahm den Namen seiner neuen Grafschaft an, die 1644 zum Herzogtum Arenberg erhoben wurde. Diese Linie, die Herzöge von Arenberg, existiert ebenfalls bis heute.
Lamoral I. de Ligne (1563–1624) von der Hauptlinie in Belœil wurde zum Fürsten von Ligne und zum Reichsfürsten ernannt. Damit verbunden war allerdings keine Reichsstandschaft. Das Haus Ligne blieb während des Achtzigjährigen Krieges katholisch und stand treu zu den Habsburgern. 1634 erbte es von den Melun-Épinoy die Herrschaft Antoing, die – wie Belœil – bis heute in der Familie blieb. Claude Lamoral I. war Vizekönig von Sizilien und Gouverneur von Mailand, bevor er psychisch erkrankte. Claude Lamoral II war kaiserlicher Generalfeldmarschall. Der bekannteste Angehörige der Familie war der Offizier und Diplomat Charles-Joseph Fürst von Ligne, der mit seinem Dienstherrn Kaiser Joseph II. ebenso persönlich befreundet war wie mit König Friedrich II. von Preußen. 1786 erreichte er für seine Baronie eine Standeserhöhung zur Grafschaft Fagnolles und die Aufnahme in das Niederrheinisch-Westfälische Reichsgrafenkollegium des Reichsfürstenrats (und damit die Reichsstandschaft). Im Reichsdeputionsausschuss 1803 erhielt er als Ersatz für Fagnolles die Besitzungen des Klosters Edelstetten, und damit sogar eine Virilstimme, die er jedoch aufgrund des Verkaufs des Klosters an den Fürsten Esterházy 1804 wieder verlor.
Nach der belgischen Revolution von 1830 wurde Eugène de Ligne die Königskrone angeboten, die er jedoch ablehnte. Das Haus Ligne ist dem Salon Bleu angehörig und hat dadurch das Recht, mit der Königsfamilie in der Pronominalen Anredeform zu verkehren. Der jeweilige Familienchef führt neben dem Titel Fürst von Ligne auch die Titel Fürst von Amblise und Épinoy, Grande von Spanien.

## Personen

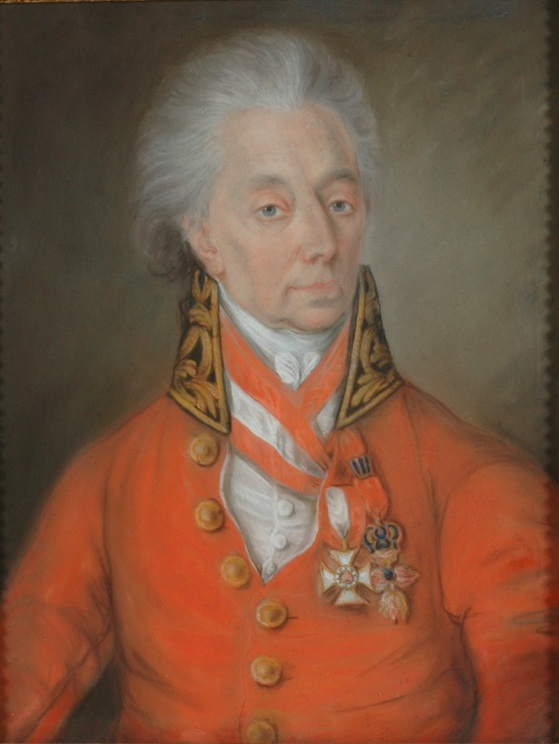
Charles-Joseph Fürst von Ligne (1735–1814), österreichischer Generalfeldmarschall, Diplomat und Schriftsteller

- Johann von Ligne (1525–1568), Reichsgraf von Arenberg ⚭ Margaretha von der Marck-Arenberg
- Lamoral I. de Ligne (1563–1624), Reichsfürst und 1. Fürst von Ligne, Diplomat ⚭ Marie de Melun
  - Ernestine (1594–1668)
- Albert Henri (1615–1641), 2. Fürst von Ligne ⚭ Claire-Marie von Nassau-Siegen
- Claude Lamoral I. (1618–1679), 3. Fürst von Ligne ⚭ Claire-Marie von Nassau-Siegen
- Henri Louis Ernest (1644–1702), 4. Fürst von Ligne
- Antoine Joseph Ghislain (1682–1750), 5. Fürst von Ligne
- Claude Lamoral II. (1685–1766), 6. Fürst von Ligne ⚭ Elisabeth Alexandrine zu Salm
- Charles-Joseph (1735–1814), 7. Fürst von Ligne, Offizier und Diplomat in österreichischen Diensten ⚭ Françoise Marie Xavière von Liechtenstein
- Eugène (1804–1880), 8. Fürst von Ligne ⚭ Mélanie de Conflans
- Louis (1854–1918), 9. Fürst von Ligne ⚭ Elisabeth de La Rochefoucauld-Doudeauville
- Ernest (1857–1937), 10. Fürst von Ligne ⚭ Diane de Cossé-Brissac
- Eugène II. (1893–1960), 11. Fürst von Ligne ⚭ Philippine de Noailles
- Baudouin (1918–1985), 12. Fürst von Ligne ⚭ Monique de Bousies
- Antoine (1925–2005), 13. Fürst von Ligne ⚭ Alix von Luxemburg-Bourbon-Parma
- Michel (* 1951), 14. Fürst von Ligne ⚭ Eleonora d’Orléans e Bragança

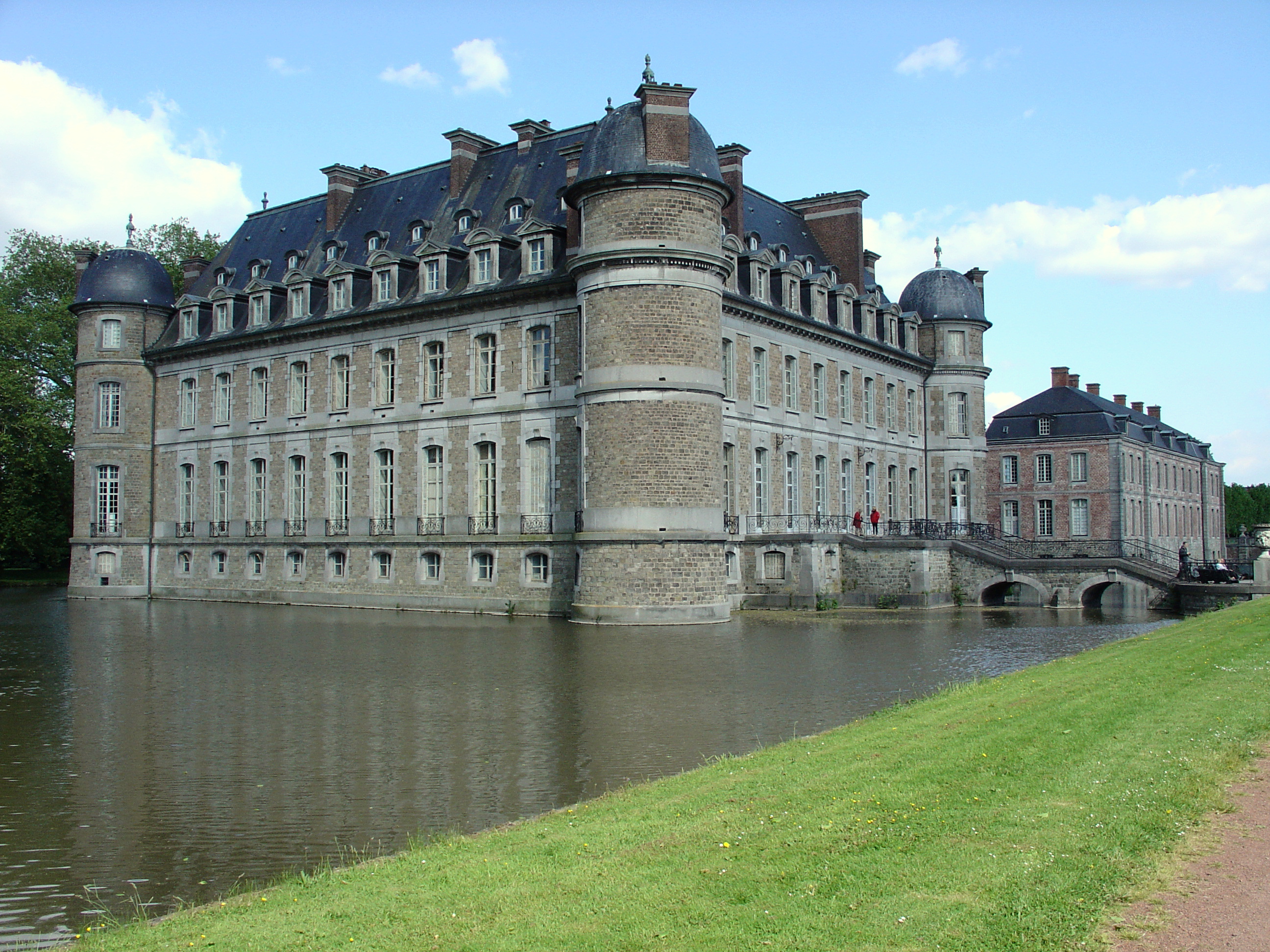
Château de Beloeil
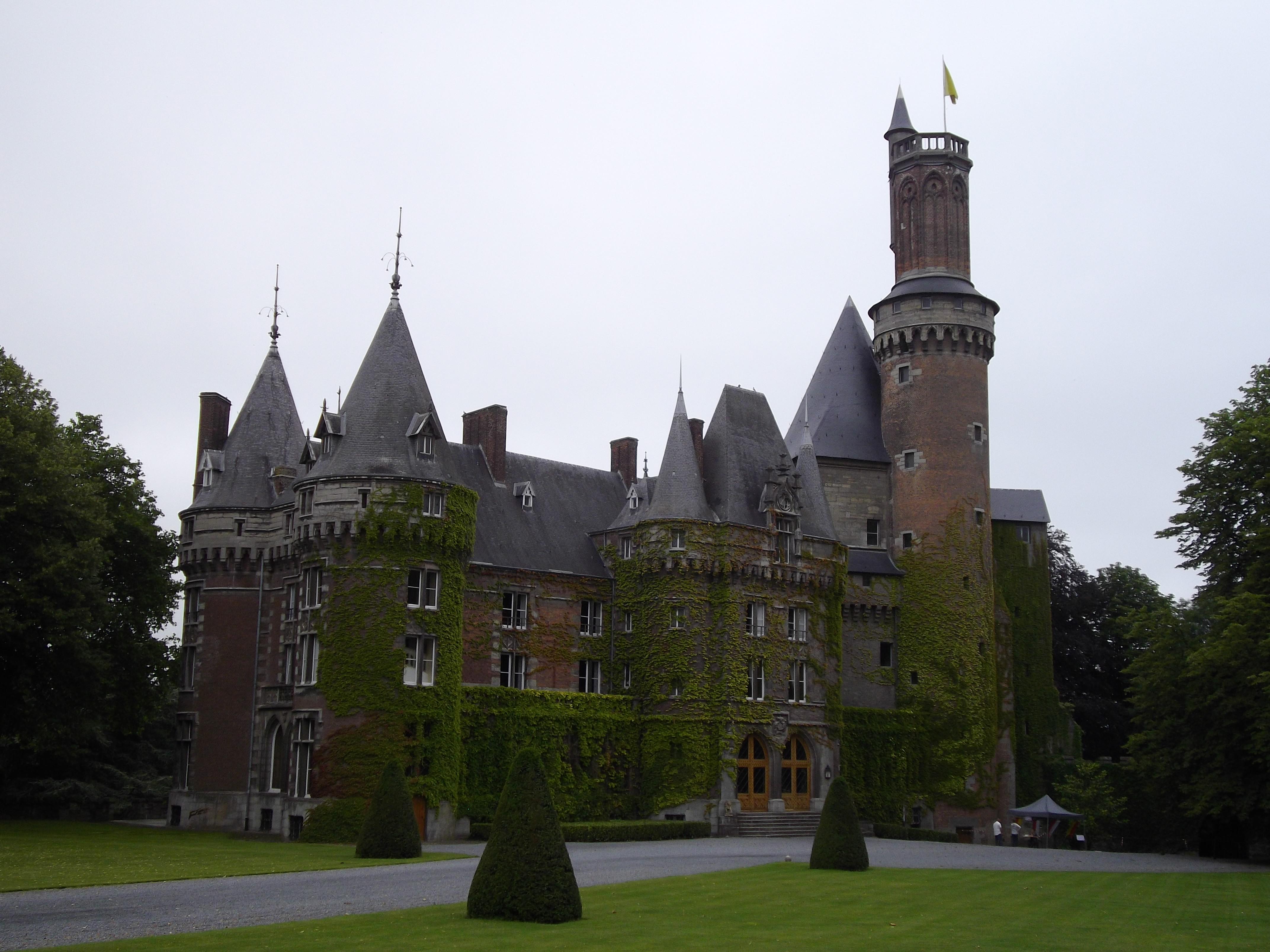
Château d’Antoing

## Wappen

Stammwappen derer von Ligne

Das Stammwappen zeigt in Gold einen roten Schrägbalken.

## Einzelnachweis
1. ↑  Catalogue des actes de Philippe Auguste, hrsg. von Léopold Delisle (1856), Nr. 1583, S. 359.